# Rue des Prêtres (Colmar)
Pour l’article homonyme, voir Rue des Prêtres.
La rue des Prêtres est une voie de la commune française de Colmar.

## Situation et accès
Cette voie de circulation, d'une longueur de 200 m, se trouve dans le quartier centre.
On y accède par la rue des Clefs, la rue de l'Église, la rue Étroite et la place de la Cathédrale.
Cette voie n'est pas desservie par les bus de la TRACE.